# The Lockdown Sessions (Roger Waters)
The Lockdown Sessions è un album in studio da solista del musicista rock inglese Roger Waters, pubblicato nel 2022.

## Descrizione
Come suggerisce il titolo, si tratta di un album che raccoglie le registrazioni effettuate dall'artista durante il periodo di lockdown a causa della pandemia di COVID-19, successivamente rimasterizzate per questa pubblicazione. Tutte le canzoni sono nuove registrazioni di alcuni brani incisi da Waters con i Pink Floyd (degli album The Wall e The Final Cut) e da solista (Amused to Death). La maggior parte delle canzoni erano state precedentemente eseguite in queste versioni durante il bis del tour Us + Them Tour.
La versione rivisitata di Comfortably Numb 2022 è stata presentata come apertura del concerto This Is Not a Drill, ultimo tour di Waters. Questa interpretazione differisce dalla versione originale di Comfortably Numb per l'assenza di assoli di chitarra e per l'esecuzione con un tempo più lento, come un canto funebre.
L'album è stato pubblicato il 9 dicembre 2022 in download digitale, successivamente è uscito nei formati LP e CD il 2 giugno 2023.

## Tracce
Tutti i brani sono scritti da Roger Waters, tranne Comfortably Numb 2022 scritto da David Gilmour e Roger Waters.
1. Mother – 7:20
2. Two Suns in the Sunset – 6:01
3. Vera – 5:14
4. The Gunner's Dream – 5:32
5. The Bravery of Being Out of Range – 6:51
6. Comfortably Numb 2022 – 8:30

## Formazione
- Roger Waters: voce, chitarra, pianoforte (tutti i brani)
- Kilminster: chitarra, chitarra ritmica (tutte le tracce)
- Jonathan Wilson: chitarra, armonium, sintetizzatore, cori (tutte le tracce)
- Gus Seyffert: basso, sintetizzatore, violoncello, cori (tutte le tracce)
- Bo Koster: organo Hammond (tracce 2-5)
- Robert Walter: organo, pianoforte (traccia 6)
- Jon Carin: tastiere, sintetizzatore, cori (tutte le tracce)
- Joey Waronker: batteria, percussioni (tutte le tracce)
- Lucius: cori (tutte le tracce)
- Amanda Belair: cori (traccia 6)
- Shanay Johnson: voce (traccia 6)
- Ian Ritchie: sassofono (traccia 2)
- Nigel Godrich: archi, cori (traccia 6)